# Щиткова кобра капська
Кобра щиткова капська (Aspidelaps lubricus) — отруйна змія з роду Кобри щиткові родини Аспідові. Має 2 підвиди.

## Опис
Загальна довжина коливається від 50 до 80 см. Голова коротка. Очі округлі. Тулуб товстий з гладенькою лускою. Великі трикутні щитки вкривають зверху передню частину голови. Голова червонувата з 2 чорними смугами навколо неї, одна проходить через очі, а інша на рівні шиї. Тулуб помаранчевого або рожевого кольору з чорними поперечними смугами.

## Спосіб життя
Полюбляє сухі трав'янисті або скелясті ділянки, напівпустелі. Активна вночі. Харчується дрібними плазунами та дрібними ссавцями.
Це яйцекладна змія. Самиця влітку відкладає 3—11 яєць.

## Отруйність
Отрута має нейротоксичну властивість, проте помірної сили. Випадки смерті людей вкрай рідкісні.

## Розповсюдження
Мешкає у західних районах південної Африки (Капська провінція і Намібія), на півдні Анголи.

## Підвиди
- Aspidelaps lubricus cowlesi
- Aspidelaps lubricus lubricus